# Бударинский район
Буда́ринский райо́н — административно-территориальная единица, существовавшая с 1935 по 1960 год и входившая в Сталинградский край, Сталинградскую и Балашовскую области.
Административный центр района — хутор Черкесовский, такое наименование центра сохранилось до упразднения района. В 1938 году центром района на некоторое время стала станица Бударинская.

## География
Бударинский район располагался в северо-западной части Сталинградского края и занимал территорию в 1033 км².
В северо-восточной части района протекала река Кардаил, а с севера на юг — река Паника.
Район граничил:
- на севере — с Новониколаевским;
- на востоке — с Преображенским;
- на юге — с Новоаннинским;
- на западе — с Урюпинским районом[1].

## История
Бударинский район образован постановлением Президиума Сталинградского крайисполкома 29 января 1935 года № 157 при разукрупнении Новоаннинского, Новониколаевского и Преображенского районов.
При создании района в его состав вошли следующие сельсоветы:
| Из Новоанненского района | Из Новониколаевского района          | Из Преображенского района                                                                       |
| --- | ------------------------------------ | ----------------------------------------------------------------------------------------------- |
| 1. Амочаевский 2. Березовский 3. Бударинский 4. Грешковский 5. Звездиковский 6. Карпушинский 7. Кр. Воротовский 8. Рогачевский 9. Рог. Измайловский 10. Поповский 11. Пышенский 12. Черкасский 13. Ярыженский 14. Колхоз им. ОГПУ. | 1. Куликовский 2. Нижне-Кардаильский | 1. Альсяпинский 2. Галушинский 3. Зубриловский 4. Саламатинский 5. Челышевский 6. Чесноковский. |

С созданием Сталинградской области 5 декабря 1936 г. (Сталинградская область перечислена в составе областей РСФСР в ст. 22 Конституции СССР, утверждённой постановлением чрезвычайного VIII съезда Советов СССР), Бударинский район вошёл в её состав.

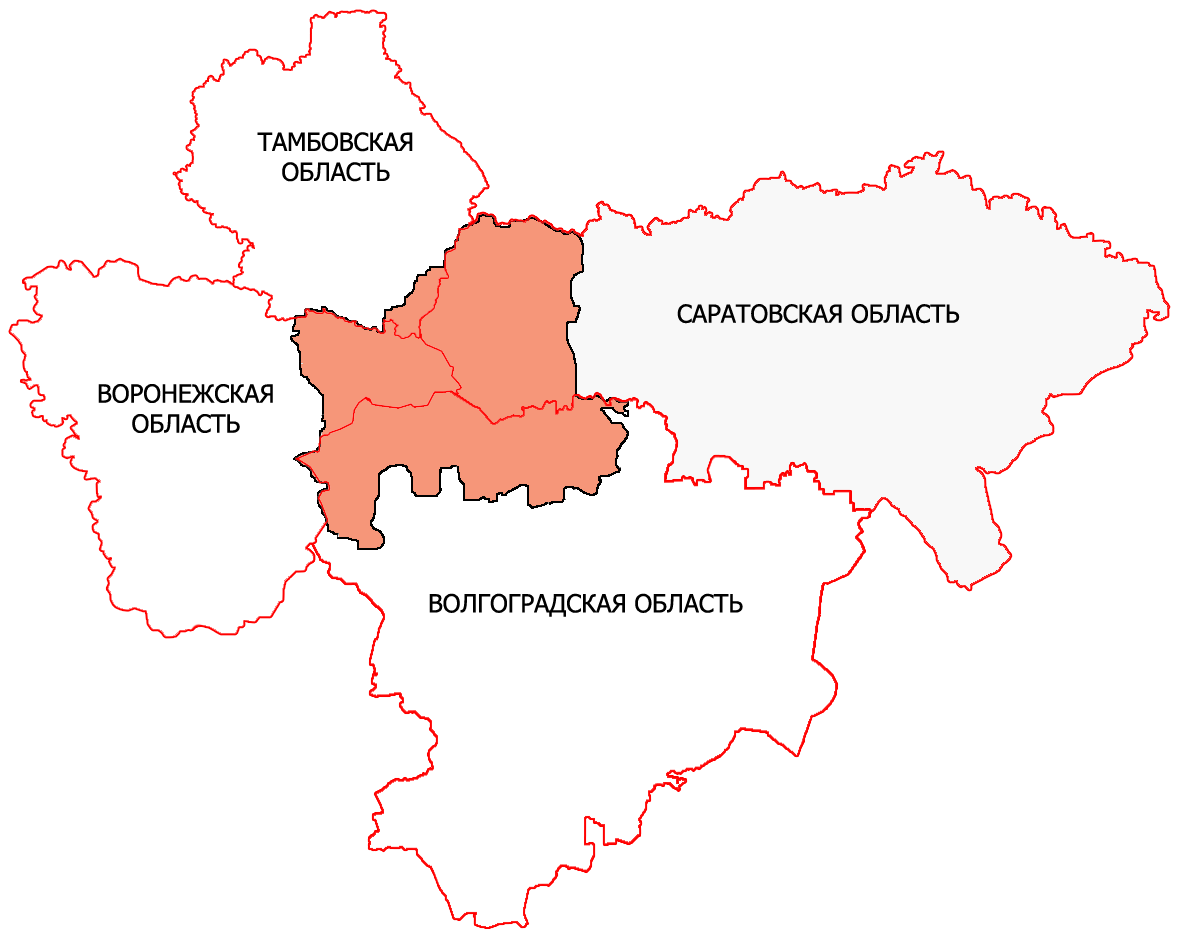
Территории, образовавшие Балашовскую область

Указом Президиума Верховного Совета СССР от 6 января 1954 года территория Бударинского района была передана в Балашовскую область. 19 ноября 1957 года Указом Президиума Верховного Совета РСФСР Балашовская область была упразднена, и Бударинский район был возвращен в состав Сталинградской области.
Указом Президиума Верховного Совета РСФСР от 12 ноября 1960 года и решением Сталинградского облисполкома от 15 ноября 1960 года № 18/617 Бударинский район был упразднен с передачей его территории в состав Новоаннинского и Новониколаевского районов. В состав Новоаннинского района вошли Березовский, Вильямский, Галушкинский, Красно-Коротковский, Рогачевский, Рог-Измайловский и Черкесовский сельсоветы, на территории которых находились колхозы «Советская Россия», им. Ленина, им. Кирова и совхоз им. Вильямса. В состав Новониколаевского района вошли Кикивидзенский и Куликовский сельсоветы, на территории которых находились колхозы «Заветы Ильича», им. Киквидзе, «Социализм».

## Административно-территориальный состав
1935—1938 годы
Постановлением Сталинградского крайисполкома от 10 февраля 1935 года № 370 из Бударинского района в Новоанненский район были переданы колхоз им. Селиванова Саламатинского сельсовета с хуторами Аникеев, Андреев, Соломатино, Самарцев.
По состоянию на 1 января 1936 года в составе района находилось 20 сельсоветов, объединявших 38 населенных пунктов:
| Сельсоветы на 1 января 1936 года | Сельсоветы на 1 января 1936 года | Сельсоветы на 1 января 1936 года | Сельсоветы на 1 января 1936 года |
| № п/п                            | Сельсовет                        | Населённые пункты в составе сельсовета |                                  |
| -------------------------------- | -------------------------------- | --- | -------------------------------- |
| 1                                | Альсяпинский                     | хутор Альсяпинский |                                  |
| 2                                | Амочаевский                      | хутор Амочаевский |                                  |
| 3                                | Берёзовский                      | хутора Берёзовка 1-я, Берёзовка 2-я |                                  |
| 4                                | Бударинский                      | хутора Бударинский, Гоголичев |                                  |
| 5                                | Галушкинский                     | хутора Галушкинский, Косовский |                                  |
| 6                                | Грешновский                      | хутор Грешновский |                                  |
| 7                                | Звездновский                     | хутор Звездновский |                                  |
| 8                                | Зубриловский                     | хутор Зубриловский (Киквидзе) |                                  |
| 9                                | Карпушинский                     | хутора Карпушинский, Бирючинский, Колесников, Н. Писаевский                                                                                      |                                  |
| 10                               | Красно-Кореновский               | хутора Будёновский, Красный Коротковский |                                  |
| 11                               | Куликовский                      | хутора Куликовский, Горпин |                                  |
| 12                               | Ново-Кардаильский                | хутора Н.-Кардаил, Шмидт, коммуна «Красная Зорька» (бывший х. Солодов)                                                                           |                                  |
| 13                               | Поповский                        | хутора Поповский, Ястребовский |                                  |
| 14                               | Пышинский                        | хутор Пышинский |                                  |
| 15                               | Рогачевский                      | хутор Рогачевский |                                  |
| 16                               | Рог-Измайловский                 | хутор Рог-Измайлов |                                  |
| 17                               | Черкесовский                     | хутора Черкесовский, Донской — 3 отделение, х. Макаровский — 2 отделение, Суходольский, совхоз «Вильямса» (х. Фокин), Вербочная-1 (отд. совхоза) |                                  |
| 18                               | Челышевский                      | хутора Челышевский, Кирпичевский |                                  |
| 19                               | Чесноковский                     | хутора Чесноковский, Бакланов |                                  |
| 20                               | Ярыженский                       | хутор Ярыженский |                                  |

Примечание: полужирным выделены административные центры сельских советов.
Постановлением ЦИК СССР от 27 марта 1936 года с. Зубрилово было переименовано в с. Киквидзенское.
В 1938 году количество сельсоветов в районе оставалось без изменений — 20.
Постановлением президиума Сталинградского облисполкома от 29 мая 1939 года № 35, § 17 было утверждено постановление Бударинского райисполкома от 17 мая о перенесении центра Чесноковского сельсовета в х. Баклановский.
1939 год
В 1939 году произошли изменения в административно-территориальном делении района. Х. Рог-Измайлов в составе Рог-Измайловского сельсовета, х. Донской, Макаровский, отделение совхоза «Вербочная-1» в составе Черкесовского сельсовета, х. Чесноковский в составе Чесноковского сельсовета были исключены, образованы новые населенные пункты: х. Роговский, Водяная мельница, х. Горький, ж.д. будка № 285, ж.д. будка 297 км, ж.д. будка 305 км, ж.д. будка 309 км, ж.д. будка 310 км, ж.д. будка 312 км, ж.д. будка 316 км, Кирпичный завод (Панский куст), х. Красная Звезда, х. Красниковский, Лесопитомник, МТФ колхоза «Кирова», казарма Разъезд 292 км, с/х отделение № 1 Центральной усадьбы з/совхоза «Вильямса», (поселок) Отделение № 2 Центральной усадьбы з/совхоза «Вильямса», (поселок) Отделение № 3 Центральной усадьбы з/совхоза «Вильямса», (поселок) Отделение № 4 Центральной усадьбы з/совхоза «Вильямса», Центральная усадьба з/совхоза «Вильямса» (поселок). Были изменены названия некоторых населенных пунктов: х. Бакланов — х. Баклановский, х. Бирючинский — х. Бирючий, совхоз «Вильямса» — пос. Вербочный, х. Гоголичев — х. Гоголичевский, х. Зубриловский — х. Киквидзенский, х. Карпушкинский — х. Карпушинский, х. Колесников — х. Колесниковский, х. Кр. Коротковский — х. Коротковский, х. Куликовский — х. Куликов и станц. Ярыженская, коммуна «Красная Зорька» — х. «Красная Зорька», х. Н.-Кардаильский — х. Нижнее-Кардаильский, х. Н. Писаревский — х. Писаревский, х. Пышинский — х. Пышкинский, х. Челышевский — х. Челышенский, х. Черкесовский — х. Черкесовский и станция Бударино, х. Шмидт — х. Маяк.
В апреле-мае 1941 года на территории района располагался 31 населенный пункт, количество сельсоветов оставалось без изменения — 20:
| Сельсоветы на апрель—май 1941 года | Сельсоветы на апрель—май 1941 года | Сельсоветы на апрель—май 1941 года       | Сельсоветы на апрель—май 1941 года |
| № п/п                              | Сельсовет                          | Населённые пункты в составе сельсовета   |                                    |
| ---------------------------------- | ---------------------------------- | ---------------------------------------- | ---------------------------------- |
| 1                                  | Альсяпинский                       | хутор Альсяпинский                       |                                    |
| 2                                  | Амочаевский                        | хутор Амочаевский                        |                                    |
| 3                                  | Берёзовский                        | хутора Берёзовский 1, Берёзовкский 2     |                                    |
| 4                                  | Бударинский                        | хутора Бударинский, Гоголичевский        |                                    |
| 5                                  | Верхне-Чесновский                  | хутора Баклановский, Чесновский          |                                    |
| 6                                  | Галушкинский                       | хутора Галушкинский, Косовский           |                                    |
| 7                                  | Грешновский                        | хутор Грешновский                        |                                    |
| 8                                  | Звездновский                       | хутор Звездка                            |                                    |
| 9                                  | Карпушинский                       | хутора Карпушики, Бирючний               |                                    |
| 10                                 | Киквидзенский                      | хутор Киквидзе                           |                                    |
| 11                                 | К.-Коротковский                    | хутора Будёновский, Красный Коротковский |                                    |
| 12                                 | Куликовский                        | хутора Куликово, Горький                 |                                    |
| 13                                 | Ново-Кардаильский                  | хутор Ново-Кардаильский                  |                                    |
| 14                                 | Поповский                          | хутора Поповка, Ястребовка               |                                    |
| 15                                 | Пышинский                          | хутор Пышки                              |                                    |
| 16                                 | Рогачёвский                        | хутор Рогачи                             |                                    |
| 16                                 | Рог-Измайловский                   | хутор Рог-Измайлов                       |                                    |
| 17                                 | Р.-Измайловский                    | хутора Р.-Измайловский                   |                                    |
| 18                                 | Челышевский                        | хутора Челыши, Кирпичи                   |                                    |
| 19                                 | Черкесовский                       | хутор Черкесовский, усадьба з/совхоза    |                                    |
| 20                                 | Ярыженский                         | хутор Ярыженский                         |                                    |

На 1 декабря 1944 года на территории района были следующие сельсоветы:
1. Альсяпинский
2. Амочаевский
3. Березовский
4. Бударинский
5. Галушкинский
6. Грешновский
7. Звездковский
8. Карпушкинский
9. Киквидзенский
10. Краско-Коротковский
11. Куликовский
12. Ново-Кардаильский
13. Поповский
14. Пышинский
15. Рогачевский
16. Рог-Измайловский
17. Челышевский
18. Черкесовский
19. Чесновский
20. Ярыженский.

Решением заседания исполкома Бударинского районного Совета депутатов трудящихся от 11 апреля 1945 года был утвержден список населенных пунктов (43) на 01 апреля 1945 года:
| Сельсоветы на 01 апреля 1945 года | Сельсоветы на 01 апреля 1945 года | Сельсоветы на 01 апреля 1945 года | Сельсоветы на 01 апреля 1945 года |
| № п/п                             | Сельсовет                         | Населённые пункты в составе сельсовета |                                   |
| --------------------------------- | --------------------------------- | --- | --------------------------------- |
| 1                                 | Альсяпинский                      | хутор Альсяпинский |                                   |
| 2                                 | Амочаевский                       | хутор Амочаевский |                                   |
| 3                                 | Берёзовский                       | хутора Берёзовка 1-я, Берёзовка 2-я, усадьба, госпитомник, сторожка, лесной кордон |                                   |
| 4                                 | Бударинский                       | хутора Бударинский, Гоголичевский |                                   |
| 5                                 | Верхне-Чесновский                 | хутора Верхне-Чесновский, Баклановский |                                   |
| 6                                 | Галушкинский                      | хутор Галушкинский, Водяная мельница |                                   |
| 7                                 | Грешновский                       | хутор Грешновский |                                   |
| 8                                 | Звездковский                      | хутор Звездковский, железнодорожная будка № 291 |                                   |
| 9                                 | Карпушинский                      | хутора Карпушкинский, Бирючний |                                   |
| 10                                | Киквидзенский                     | хутор Киквидзенский |                                   |
| 11                                | Красно-Коротковский               | хутора Красно-Коротковский, Будёновский, железнодорожная будка № 309, железнодорожная будка № 312, казарма № 316, разъезд № 310                                                                |                                   |
| 12                                | Куликовский                       | хутора Куликовский, Горкин |                                   |
| 13                                | Нижне-Кардаильский                | хутор Нижне-Кардаильский |                                   |
| 14                                | Поповский                         | хутора Поповский, Маяк, Солодковский, Ястребовский |                                   |
| 15                                | Пышинский                         | хутор Пышкинский |                                   |
| 16                                | Рогачёвский                       | хутор Рогачевский |                                   |
| 16                                | Рог-Измайловский                  | хутор Рог-Измайлов |                                   |
| 17                                | Рог-Измайловский                  | хутора Рог-Измайловский |                                   |
| 18                                | Челышевский                       | хутора Челышевский, Кирпичевский |                                   |
| 19                                | Черкесовский                      | село Черкесовское, железнодорожная будка № 297, железнодорожная будка № 305, центральная усадьба зерносовхоза им. Вильямса, 1 отд. зерносовхоза им. Вильямса, 2 отд. зерносовхоза им. Вильямса |                                   |
| 20                                | Ярыженский                        | хутор Ярыженский |                                   |

Указом Президиума Верховного Совета РСФСР от 7 февраля 1952 года Амочаевский и Грешновский сельсоветы были объединены в один Амочаевский сельский совет. В результате количество сельсоветов на территории района составило 19, населенных пунктов — 43 (как в 1945 году).
На 1 ноября 1952 года произошли изменения в административно-территориальном делении района: Водяная мельница была исключена из состава Галушкинского сельсовета; в состав Звездковского сельсовета включен ж.д. разъезд № 292; в состав Куликовского сельсовета — ж.д. будка № 284; в состав Нижнее-Кардаильского сельсовета из Поповского сельсовета передан х. Солодковский, х. Маяк.
Были изменены названия некоторых населенных пунктов: сторожка лесного кордона в составе Березовского сельсовета на лесопитомник; х. Бирючий в составе Карпушкинского сельсовета в х. Бирючинский; казарма № 316 в составе Красно-Коротковского совета — ж.д. казарма № 316; разъезд № 310 в составе Красно-Коротковского сельсовета — ж.д. разъезд № 310; село Черкесовское в составе Черкесовского сельсовета — х. Черкесовский.
Протоколом заседания Бударинского исполкома Райсовета депутатов трудящихся от 10 ноября 1952 № 30 х. Черкесовский был переименован в с. Бударино.
В целях улучшения советской работы на селе и повышения организаторской роли сельсоветов решением облисполкома от 9 июля 1953 года № 24/1600 были объединены следующие сельсоветы Бударинского района:
1. Березовский и Ярыженский в один Березовский сельсовет, центр — х. Березовский
2. Галушкинский и Челышевский в один Глушкинский сельсовет, центр — х. Галушки
3. Киквидзенский и Нижне-Кардаильский в один Кикивидзенский сельсовет, центр — х. Киквидзенский
4. Красно-Коротковский и Карпушкинский в один Красно-Коротковский сельсовет, центр — х. Красно-Коротковский
5. Куликовский и Чесноковский в один Куликовский сельсовет, центр — х. Куликовский
6. Рогачевский, Амочаевский и Поповский в один Рогачевский сельсовет, центр — х. Рогачев
7. Рог-Измайловский и Альсянинский в один Рог-Измайловский сельсовет, центр — х. Рог-Измайловский
8. Черкесовский, Бударинский и Пышкинский в один Черкесовский сельсовет, центр — х. Черкесовский
9. Звездковский сельсовет переименован в поселковый совет совхоза им. Вильямса, центральная усадьба совхоза им. Вильямса.

Таким образом, на 9 июля 1953 года в Бударинском районе значилось 9 сельсоветов, районный центр — х. Черкесовский:
| Сельсоветы на 9 июля 1953 года | Сельсоветы на 9 июля 1953 года | Сельсоветы на 9 июля 1953 года | Сельсоветы на 9 июля 1953 года |
| № п/п                          | Сельсовет                      | Населённые пункты в составе сельсовета |                                |
| ------------------------------ | ------------------------------ | --- | ------------------------------ |
| 1                              | Берёзовский                    | хутора Берёзовка 1-я, Берёзовка 2-я, Ярыженский, лесопитомник |                                |
| 2                              | Поселковый совет им. Вильямса  | центральная усадьба совхоза им. Вильямса, 1 отд. зерносовхоза им. Вильямса, 2 отд. зерносовхоза им. Вильямса, железнодорожная будка № 291, железнодорожная будка № 297, центральная усадьба зерносовхоза им. Вильямса, |                                |
| 3                              | Галушкинский                   | хутора Галушки(н), Кирпичевский, Челышевский |                                |
| 4                              | Киквидзенский                  | хутора Киквидзенский, Нижне-Кардаильский, Маяк, Солодковский |                                |
| 5                              | Красно-Коротковский            | хутора Красно-Коротковский, Будёновский, Бирюченский, Карпушкинский, железнодорожная казарма № 316, железнодорожный разъезд № 310                                                                                      |                                |
| 6                              | Куликовский                    | хутора Куликовский, Баклановский, В.-Чесноковский, Горкин, Куликовский, железнодорожная будка № 284 |                                |
| 7                              | Рогачёвский                    | хутора Рогачёв, Амочаевский, Грешновский, Поповский, Ястребовский |                                |
| 8                              | Рог-Измайловский               | хутора Рог-Измайловский, Альсяпинский |                                |
| 9                              | Черкесовский                   | хутора Черкесовский, Бударинский, Гоголичевский, Зездковский, Пышкинский, железнодорожная будка № 297, железнодорожная будка № 305.                                                                                    |                                |

В связи с объединением колхоза им. Кирова Галушкинского сельсовета и колхоза «Красное знамя», находившегося на территории х. Альсяпинского Рог-Измайловского сельсовета в один колхоз им. Кирова решением Сталинградского облисполкома от 23 апреля 1959 года № 10/211 § 44 х. Альсяпинский и территория в границах земель бывшего колхоза «Красное знамя» были перечислены из Рог-Измайловского сельсовета в состав Галушкинского сельсовета.
Решением облисполкома от 11 февраля 1960 года № 3/67 районный центр х. Черкесовский переименован в ст. Бударино; центральная усадьба совхоза им. Вильямса в пос. Вильямский; пос. отд. № 1 совхоза им. Вильямса в пос. Октябрьский; пос. отд. № 2 совхоза им. Вильямса в пос. Восточный. По состоянию на 1 июля 1960 года центром Бударинского района вновь стал х. Черкесовский.

## Транспорт
Районный административный центр — хутор Черкесовский, — располагался при железнодорожной станции Бударино в 302 км от Сталинграда.